# I cento cavalieri (film)
I cento cavalieri è un film d'avventura del 1964 diretto da Vittorio Cottafavi.

## Trama
Don Fernando, figlio di El Cid, raduna contadini e cittadini per rovesciare gli occupanti moreschi nella Spagna medievale.